# Carl Johan Billmark
Carl Johan Billmark, född 28 januari 1804 i Stockholm, död i november 1870 i Paris, var en svensk litograf och tecknare huvudsakligen verksam i Paris. Till hans kända verk hör bland annat Stockholmspanoramat som trycktes 1868 i Paris. Han avled under oklara former under kommunardupproret 1870 under Paris belägring, varför en exakt dödsdag ej kan anges.

## Liv och verk

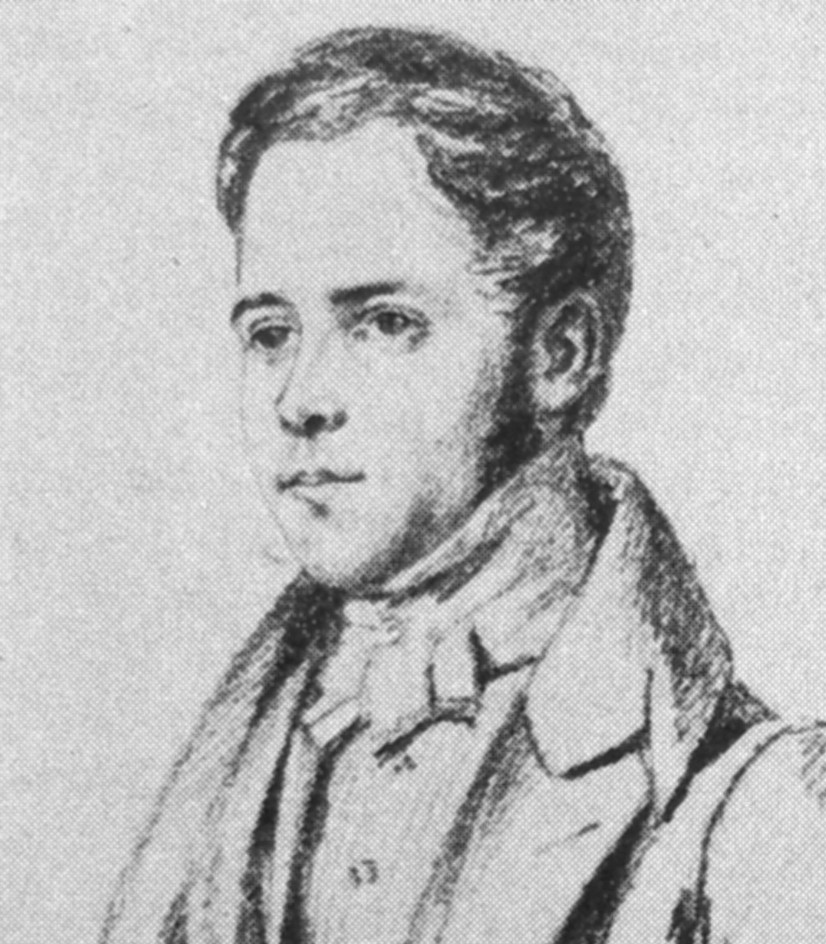
C.J. Billmark efter en teckning av Maria Röhl.

Billmark var son till bankokommissarien Johan Bilmark. Efter några år som handelsbiträde blev han 1822 elev till kopparstickaren Christian Didrik Forssell, i vilkens bekanta verk Ett år i Sverige han utförde två tredjedelar av planscherna. 1827 lämnade han Forssells ateljé, övergav gravyren för litografin, och sedan han i Etyder för landskapstecknare (1828-1830) och Skotska vyer skapat levande prov på sin förmåga i den nyvalda konstgrenen, lämnade han Sverige 1833 och var därefter bosatt i Paris till sin död. Därifrån företog han flera resor till Tyskland, Schweiz, Italien och hemlandet. Nationalmuseum äger många av hans teckningar och utkast och han finns även representerad vid Göteborgs konstmuseum, Skoklosters slott, Uppsala universitetsbibliotek, Stockholms stadsmuseum och Kalmar konstmuseum.
Billmark kom att tillbringa största delen av sitt liv i Paris. Hösten 1833 reste han för första gången till Paris för att gå i lära hos den framstående franska litografen Isidore Laurent Deroy. Åren 1840–1870 var Billmark förmodligen i hemlandet sammanlagd mindre än ett år. Det finns belägg för Sverigevistelser för åren 1852, 1860 och 1864, då han tillbringade somrarna i bland annat Stockholm. Motiven han tecknade var oftast turistiska och sina skisser bearbetade han sedan i Paris till förlagor för litografier.
Han företog ofta resor till europeiska länder, exempelvis till Rhendalen (1836) och Schweiz samt Italien (1837–1838). Han besökte även gärna den franska landsorten. 1860 blev han ledamot vid Konstakademien i Stockholm. 1853–1855 utgav han "Gripsholm" som blev hans genombrott i Sverige. Han blev även uppmärksammad av kung Oscar I och tillerkändes 1862 en statlig årlig pension på 800 riksdaler av Sveriges Riksdag.
Materialet till hans berömda ballongbild över Stockholm tillkom sommaren 1864. Billmark hade tidigare stiftat bekantskap med ballongfararen Félix Nadar och lärt sig teckna flygpanoraman från en fast förankrad ballong. För Stockholmspanoramat steg han upp i en ballong över Bredablick på Skansen. Sina skisser och troligen även fotografier tog han med sig till Paris där panoramat slutligen renritades och litograferades. Verket gick i tryck hos Lemercier & Cie. år 1868.  Ett av de få exemplaren som finns bevardade förvaras på Kungliga Biblioteket och ett annat på Stockholms stadsmuseum.
1865 tilldelades han Litteris et Artibus.

## Billmarks stockholmspanorama från 1868

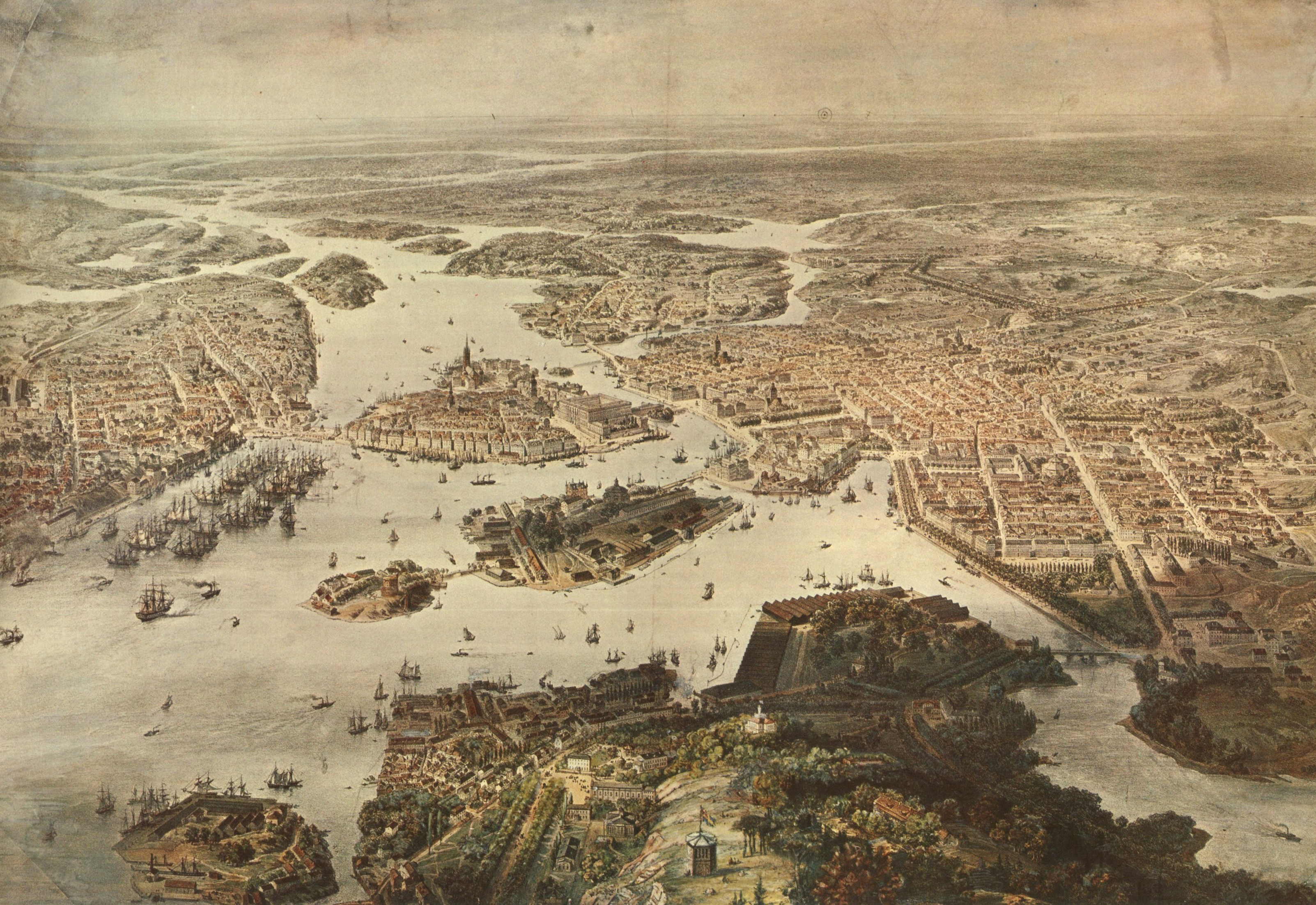
Billmarks stockholmspanorama i centralperspektiv från 1868. Flyktpunkten syns som ett nålstick på horisonten strax höger om mitten.

## Bildgalleri, verk i urval

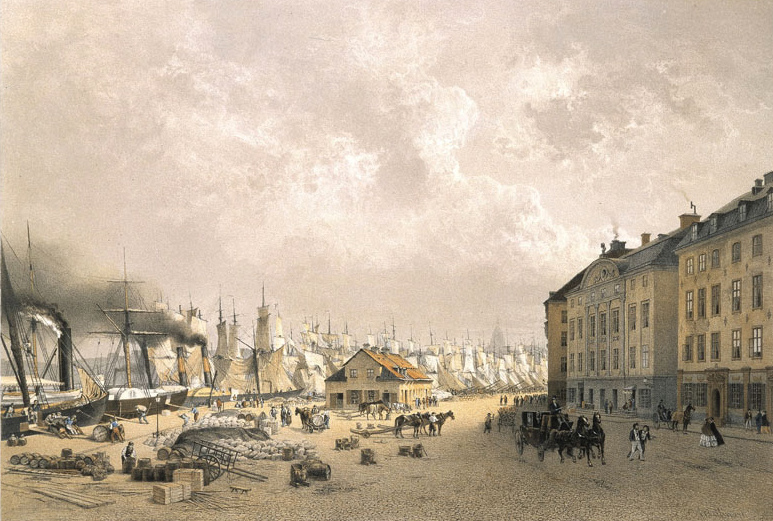
Skeppsbron, 1860.
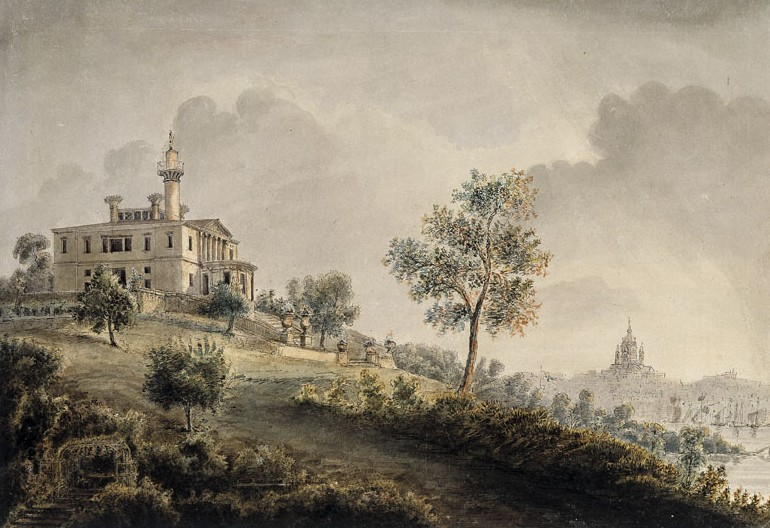
Byströms villa, 1860.
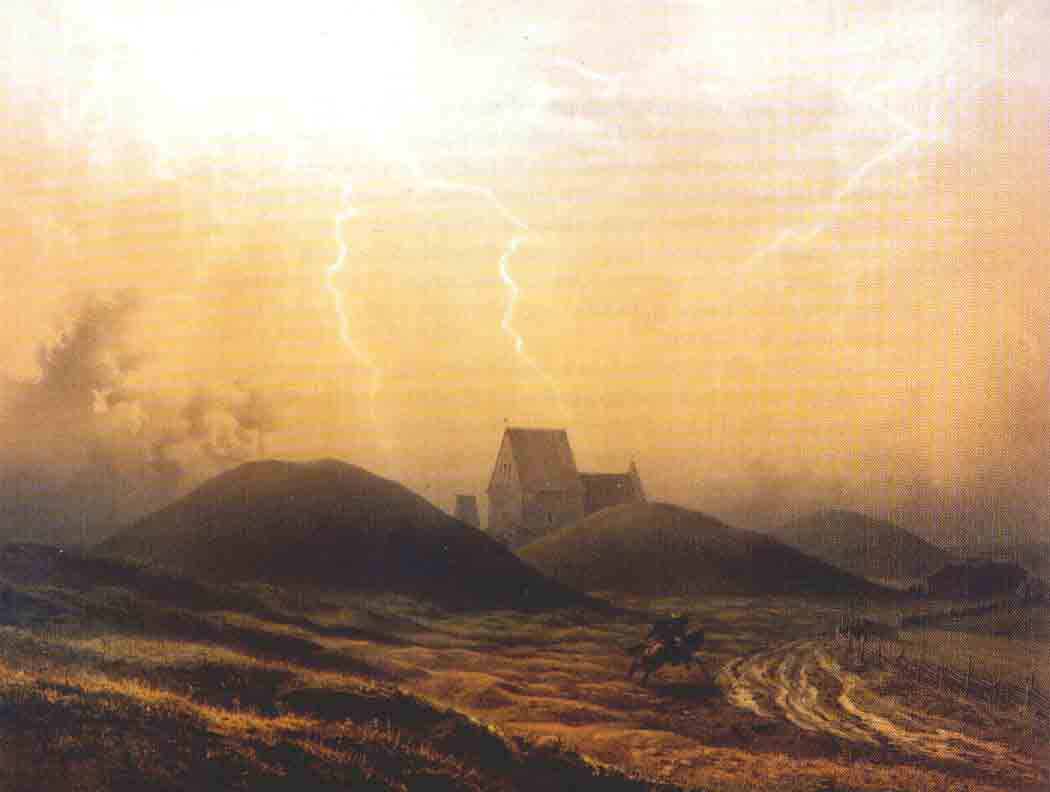
Uppsalahovet
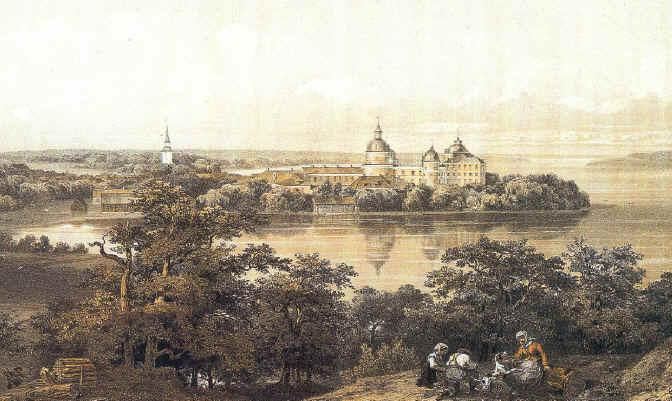
Gripsholms slott, 1850

## Andra litografier och teckningar av Carl Johan Billmark
- Pittoresk resetour från Stockholm till Neapel (1852)
- Stockholms pittoreska omgivningar: Djurgården (1830-tal)[11]
- Gripsholm (1853-1855)
- Sverige. Akvarell-litografi och tontryck (1853-66, vyer och interiörer från Stockholm, Uppsala, Sigtuna, Gripsholm och Skoklosters slott)
- Panorama över Stockholm från luftballong, 1868.[12]
- Le château royal d’Ulriksdal (1871, utförd för konung Karl XV:s räkning)